# Région de bien-être de Laponie
La région de bien-être de Laponie (en finnois : Lapin hyvinvointialue) est un organisme public indépendant des municipalités et de l'État chargé des services sociaux, de santé et de secours de Laponie.
C'est l'une des 23 régions de bien-être de Finlande.

## Municipalités

Carte des municipalités de Laponie

La région compte 21 municipalités, dont 4 villes.
- Enontekiö
- Inari
- Kemi
- Kemijärvi
- Keminmaa
- Kittilä
- Kolari
- Muonio
- Pelkosenniemi
- Pello
- Posio

- Ranua
- Rovaniemi
- Salla
- Savukoski
- Simo
- Sodankylä
- Tervola
- Tornio
- Utsjoki
- Ylitornio

## Services
La responsabilité légale de l'organisation des services sociaux et de santé et de secours passera des municipalités à la région de bien-être de Laponie à partir du 1er janvier 2023.

### Soins de santé
Les municipalités font partie du District hospitalier de Laponie. 
La région est servie par l'hôpital central de Laponie et l'hôpital central de Botnie-Occidentale ainsi que par l'hôpital de Keropudas et l'hôpital de Muurola.

### Opérations de secours
En termes d'opérations de secours d'urgence, les municipalités de la région de bien-être de Laponie dépendent du service de secours de Laponie.

## Politique et administration
Les élections régionales finlandaises de 2022 ont eu lieu le 23 janvier 2022 afin de désigner pour la première fois les 59 conseillers régionaux élus pour 3 ans pour administrer la région de services du bien-être de Laponie.
La répartition des voix et des sièges est la suivante :
| Parti                            | Parti                           | Voix   | %    | Sièges |
| -------------------------------- | ------------------------------- | ------ | ---- | ------ |
|                                  | Parti social-démocrate          | 9 900  | 14,5 | 9      |
|                                  | Vrais Finlandais                | 8 254  | 12,1 | 7      |
|                                  | Parti de la coalition nationale | 8 597  | 12,6 | 8      |
|                                  | Parti du centre                 | 23 783 | 34,7 | 21     |
|                                  | Ligue verte                     | 2 290  | 3,3  | 2      |
|                                  | Alliance de gauche              | 9 254  | 13,5 | 8      |
|                                  | Chrétiens-démocrates            | 1 204  | 1,8  | 1      |
|                                  | Mouvement maintenant            | 89     | 0,1  | 0      |
|                                  | Lapin Sitoutumattomat           | 3 631  | 5,3  | 3      |
| Sources : tulospalvelu.vaalit.fi |                                 |        |      |        |